# Zaitunia zagrosica
Espèce
Zaitunia zagrosica est une espèce d'araignées aranéomorphes de la famille des Filistatidae.

## Distribution
Cette espèce est endémique de la province de Kohkiluyeh et Buyer Ahmad en Iran,.

## Description
La femelle holotype mesure 7,3 mm.

## Étymologie
Son nom d'espèce lui a été donné en référence au lieu de sa découverte, les monts Zagros.

## Publication originale
- Zamani & Marusik, 2018 : New species and records of Filistatidae (Arachnida: Aranei) from Iran. Arthropoda Selecta, vol. 27, no 2, p. 121-128 (texte intégral).